# Ilyas El Omari
Ilyas El Omari (en árabe: إلياس العماري‎; n. 1 de enero de 1967) es un político marroquí, presidente del Consejo Regional de la región de Tánger-Tetuán-Alhucemas entre 2015 y 2019, y secretario general del Partido de la Autenticidad y Modernidad (PAM) entre 2016 y 2018. También es director del grupo de prensa Akhir Saâ.

## Biografía
Ilyas El Omari nació en 1967 en Imenut (Alhucemas). Su padre, Mohamed El Omari, fue el fqih de una mezquita en su pequeño pueblo. Ilyas es hermano de Fouad El Omari, expresidente del ayuntamiento de Tánger.

### Inicio de su carrera
El Omari comenzó su vida laboral trabajando en una imprenta, y en 2001 fue nombrado miembro del Real Instituto de Cultura Amazig, dirigido por Mohamed Chafik. En 2004 se incorporó a la Instancia Equidad y Reconciliación. Tras el terremoto de Alhucemas de 2004, se unió a la ASociación del Rif para la Solidaridad y el Desarrollo.
Durante las protestas en el Sahara Occidental de 2010-2011, El Omari estuvo presente en el campamento de Gdeim Izik cuando fue desmantelado por las fuerzas de seguridad marroquíes en noviembre de 2010. Los enfrentamientos entre policías y manifestantes dejaron entre 13 y 36 muertos. Su papel en estos eventos es controvertido. Algunas fuentes lo citan como un «negociador» del estado, mientras que Abdelilah Benkirán lo acusó de haber prendido fuego a la pólvora y provocar los hechos que llevaron a la tragedia.

### En el PAM
Participó en la iniciativa política Movimiento para Todos los Demócratas, lanzada por Fouad Ali El Himma, que luego se convirtió en el Partido Autenticidad y Modernidad. Durante los disturbios en Gdim Izik, cerca de El Aaiún, Ilyas El Omari fue señalado por sus rivales políticos.
El diputado Abdelilah Benkirán se enciende y lo acusa de «haber prendido fuego a la pólvora en la región» y haber provocado los hechos que llevaron a la tragedia: «estuve en El Aaiún doce días. Ese día, y por pura casualidad, estaba con Dimaoui, un conocido activista de la ciudad y ex fundador del Polisario».
Su nombre se menciona en el juicio a los imputados de Gdim Izik, quien presentó a Ilyas El Omari como «un negociador» del Estado.

#### Presidencia regional
En las elecciones municipales y regionales de 2015, se postuló en el municipio rural de Nekkur sin ningún oponente. Sobre este hecho declaró a los medios: «me presenté en la comuna de Necor, que es olvidada por todos, porque quería ayudar al aduar en el que está toda mi familia y donde pasé toda mi juventud».
Se convirtió en presidente de la región de Tánger-Tetuán-Alhucemas con el apoyo del RNI y el Movimiento Popular, quienes se desvincularon de su aliado de gobierno, el PJD.
En diciembre de 2015, El Omari anunció el lanzamiento de un grupo de prensa compuesto por 6 publicaciones. Las publicaciones son editadas por la empresa Prestigia. Otros accionistas del grupo de prensa, además de Ilyas El Omari, son los propietarios de los grupos agroalimentarios Koutoubia y Copralim, a saber, Tahar Bimzagh y Abderrahim Ben Daou. El anunciante casablanqués Karim Bennani (ex socio de Fouad Ali El Himma y Karim Bouzida en Intégral Media) también es accionista. Este grupo de prensa surge tras una velada en un grand hôtel de Rabat, en el que también se encontraban varias personalidades marroquíes influyentes como Anas Sefrioui, ministros (Abdessalam Saddiki, Mamoune Bouhdoud), jefes de partidos políticos (Mohammed Sajid, Mohand Laenser), figuras del PAM (Ahmed Akhchichine, Ali Belhaj) y varios intelectuales.

#### Secretario general
En enero de 2016, aunque aún no era candidato al cargo de secretario general del partido, los medios lo señalaron como favorito. Durante un congreso del PAM en Buzniqa, no tuvo oponentes y fue elegido por plebiscito como el nuevo secretario general del partido.
Para el periodista marroquí Aziz Boucetta, «se lo merece, porque tiene las habilidades y ha trabajado mucho durante mucho tiempo para llegar a serlo. Pero se va y empieza con una falla, que es su única candidatura. Existen otras habilidades dentro del PAM, pero si nadie quiso o se atrevió a oponerse a El Omari, esto muestra el nivel de democracia que reina allí».
El 7 de agosto de 2017, El Omari presentó su renuncia al cargo de secretario general del partido, que será denegada al día siguiente. Finalmente dejó el jefe del partido en mayo de 2018 y fue reemplazado por Hakim Benchemass.